# Ginta Biku
Ginta Biku, pseudonimo di Gintarė Kubiliūtė (Kaunas, 14 maggio 1987), è una cantante e modella lituana naturalizzata svizzera.

## Biografia
Ginta è nata a Kaunas, in Lituania, il 14 maggio, da madre lituana e padre sudafricano. In tenera età si trasferisce a Lugano, dove cresce e studia lingue. Esordisce nel settore della moda all'età di dodici anni come volto di Lee Jeans al quale fa seguito, nel 2007, l'inizio della sua carriera in ambito musicale, quando firma il primo contratto discografico con Warner Music Group. A seguire, la cantante si diploma in ingegneria del suono, diventando poi produttrice musicale. Ginta è poliglotta (parla correntemente italiano, francese, inglese, tedesco, lituano e russo) e autrice per le testate Forbes, Euronews Living e Times Monaco per servizi giornalistici inerenti a cultura e lifestyle. Il 2023 risulta l'anno di svolta che consolida la cantante e produttrice musicale come icona di stile, fotografata per le copertine delle riviste di moda L'Officiel , Harper's Bazaar  e ripresa da Vogue, Elle, Grazia , Glamour, Forbes  per il suo stile sui red carpet di Cannes, Venezia e street style durante le settimane della moda a Milano, Parigi e Londra.

### Moda
Mentre è in età scolare firma un contratto con l'agenzia di moda Women a Milano e Parigi ed incomincia a lavorare per marchi internazionali, quali Lee Jeans e Blumarine. Collabora con Elite Model Management per eventi speciali legati alla musica e al concorso Elite Model Look International (Look of the Year). Nel 2002 è vincitrice dei concorsi di bellezza Miss Teen Svizzera e Miss Muretto; è la prima vincitrice svizzera nella storia di quest'ultimo concorso. Dopo anni concentrati sulla carriera musicale, Ginta ritorna a volgersi alla moda come influencer, dopo la vittoria al World Influencer Awards (WIBA) come migliore profilo di intrattenimento sui social media tenutosi al Festival di Cannes 2021.

### Musica
Nel 2007, dopo aver terminato il liceo, decide di dedicarsi all'attività musicale: studia ingegneria acustica e lavora per film, radio e a dischi musicali, mentre prepara il suo primo album. Presenta il suo singolo Unsaid al Festival di Castrocaro in Italia e vince il Premio della Critica nel 2010.
Nel 2012 firma un contratto con Rai 1 come cantante alla domenica di Pippo Baudo. Lo stesso anno, Ginta firma un contratto discografico con Universal Music Group. Il suo primo singolo internazionale è un remake della canzone francese Comment te dire adieu, scritta da Serge Gainsbourg. Durante il Rock'n'Road Festival del 2013, riceve da Virgin Radio il premio Rising Star. L'11 marzo 2014 si esibisce in piazza Duomo a Vilnius in occasione della festa della liberazione della Lituania, mentre nel giugno dello stesso anni è scelta come giovane promessa al Coca-Cola Summer Festival organizzato da radio RTL 102.5.
Nel 2015 Ginta rappresenta la Svizzera nella finale del Festival Internazionale della Canzone in Russia New Wave (Novaya volna), patrocinata da Igor Krutoy, dove duetta con Timur Rodriguez. Nel 2016 Ginta prosegue il master in innovation and enterpreneurship nella Silicon Valley e collabora con il regista Ray Kay per il primo videoclip in realtà virtuale. L'anno successivo, Ginta è tra i finalisti al Die Große Entscheidungsshow che seleziona il rappresentante della Svizzera all'Eurovision Song Contest 2017; in tale occasione presenta per la prima volta uno spettacolo in realtà aumentata.
Nel 2018, dopo aver collaborato con le case discografiche Warner Music Chappel, EMI e Universal Music, passa all'etichetta Sony Music France e pubblica il singolo Mais Oui Mais Non, il cui video è premiato in diciassette film e music festival internazionali, tra cui il l'Accolade global award come miglior video.
Nel 2019 Ginta torna nella tv italiana su Canale 5 in veste di giudice del programma All Together Now, condotto da Michelle Hunziker e J-AX. Ginta canta la sigla del programma e registra due serie dello show musicale.
Nel 2020 Ginta inizia una nuova collaborazione con il produttore baltico di successo Leon Somov. Il loro primo singolo in comune esce il 7 febbraio ed entra subito nelle classifiche di iTunes e Spotify nella 39ª posizione della classica New Music Friday.
Nel 2021 è il momento delle note di Kalimera, seguito da J'ai pas la tête (Ciao Ciao). e Hallelujah ( Smash Deep Records) nel 2022.
Nel 2022 pubblica due versioni, radio edit e acustica, di Hallelujah ft Suark ( Sony Music Entertainment )   e il singolo Follow  , presentato al Cannes Film Festival durante la cerimonia di premiazione di World Influencer Awards, che ha visto Maye Musk, Richard Orlinski, Kelly Rutherford e Dome Lipa tra i vincitori delle categorie principali.

### Controversie
Nel 2014 più fonti di stampa riferiscono che l'artista sarebbe stata fermata (forse in possesso di gioielli per un valore ingente) in relazione a indagini riguardanti possibili malversazioni finanziarie forse operate dall'ex consigliere comunale luganese Davide Enderlin, anche se non era implicata in tutti i filoni dell'inchiesta.
Dopo essere stata bloccata in dogana nel giugno 2014 con una valigia con 600.000 euro di diamanti, il 14 novembre 2014 in relazione all'arresto del compagno Davide Enderlin, la Biku viene arrestata e sottoposta a carcere preventivo, essendoci pericolo di fuga e rischio di collusione. La donna viene rilasciata il 23 febbraio 2015.
In seguito lo stesso Enderlin (ex compagno della Biku) viene dapprima condannato in primo grado a 5 anni e 6 mesi di reclusione per poi venire assolto in appello; l'artista, nel frattempo scarcerata, si è più volte dichiarata estranea ai fatti.

## Doppiaggio
- Lolly in PAPmusic - Animation for Fashion

## Televisione
- Spaccatredici[59] (RSI, 2005) – co-conduttrice
- All Together Now[60][61][62][63] (Canale 5, 2019-2020)

## Discografia
- 2012 – 1.0
- 2012 – Comment te dire adieu[64]
- 2013 – Forse Domani
- 2013 – Cambio Canale
- 2013 – Facce Sbagliate
- 2013 – Voglio Vivere
- 2017 – Cet-air-là[65]
- 2018 – Mais Oui Mais Non[66]
- 2019 – Babydoll[67]
- 2019 – Tattoo[68][69]
- 2020 – Shanghaï[70]
- 2020 – Pray feat. Leon Somov[71]
- 2020 – J'ai Pas La Tête ( Ciao Ciao) feat. Anto Paga
- 2021 – Kalimera
- 2022 – Hallelujah feat. Suark
- 2023 – Hallelujah (Acoustic Version) feat. Suark[72]
- 2023 – Follow [73]
- 2023 – Unsaid [12][14]